# Otto Hendrik van Palts-Sulzbach
Otto Hendrik van Palts-Sulzbach (Amberg, 27 juli 1556 – Sulzbach, 29 augustus 1604) was van 1569 tot 1604 vorst van Palts-Sulzbach. Hij behoorde tot het huis Palts-Zweibrücken.

## Levensloop
Otto Hendrik was de derde zoon van hertog Wolfgang van Palts-Zweibrücken en Anna van Hessen. In zijn jeugd leefde Otto Hendrik vijf jaar aan het Deense koninklijk hof, waar hij nauw bevriend raakte met koning Frederik II van Denemarken.
Na de dood van zijn vader in 1569 erfde Otto Hendrik het vorstendom Palts-Sulzbach. Hij werd tot in 1581 onder het regentschap van zijn oudere broer Filips Lodewijk van Palts-Neuburg geplaatst. Vanaf 1582 resideerde hij in de burcht van Sulzbach, dat hij door architect Adam Schwarz grondig liet vernieuwen. Als vorst hield Otto Hendrik zich bezig met staatszaken en stichtte hij pastorijen, scholen en een openbare bibliotheek.
In augustus 1604 stierf hij op 48-jarige leeftijd, zonder mannelijke nakomelingen na te laten. Het vorstendom Palts-Sulzbach werd geërfd door zijn oudere broer Filips Lodewijk van Palts-Neuburg.

## Huwelijk en nakomelingen
Op 25 november 1582 huwde Otto Hendrik met Maria Dorothea van Württemberg (1559-1639), dochter van hertog Christoffel van Württemberg. Ze kregen dertien kinderen:
- Lodewijk (1584-1584)
- Anna Elisabeth (1585-1585)
- George Frederik (1587-1587)
- Dorothea Sophia (1588-1607)
- Sabina (1589-1645), huwde in 1625 met vrijheer George van Wartenberg
- Otto George (1590-1590)
- Susanna (1591-1667), huwde in 1613 met vorst George Johan II van Palts-Lützelstein
- Maria Elisabeth (1593-1594)
- Anna Sybilla (1594-1594)
- Anna Sophia (1595-1596)
- Magdalena Sabina (1595-1596)
- Dorothea Ursula (1597-1598)
- Frederik Christiaan (1600-1600)